# Фишер-Ридж
Фи́шер-Ридж (англ. Fisher Ridge) — карстовая пещера лабиринтового типа в хребте Фишер в западных предгорьях Аппалачей, штат Кентукки (США).
Протяжённость пещеры составляет более 113 км, амплитуда — 60 м. В пещере имеются три входа. Многочисленные внутренние колодцы соединяют многоуровневый комплекс галерей. Дренируется рекой Грин-Ривер. Краевые ходы находятся всего в 250 м к востоку от Мамонтовой пещеры.
Пещера известна с 1981 года, однако посещалась коренными жителями американского континента ещё 800—1200 лет назад.